# Spermacoce spruceana
Spermacoce spruceana är en måreväxtart som beskrevs av Carl Ernst Otto Kuntze. Spermacoce spruceana ingår i släktet Spermacoce och familjen måreväxter. Inga underarter finns listade i Catalogue of Life.